# Mohamed Imam
Mohamed adel Imam  (en arabe: محمد عادل إمام) et un acteur égyptien, né le 8 avril 1984 au Caire (Égypte).
Il vient d'une famille d'actuers. Son père est l'acteur Adel Imam (aussi connu comme El Zaeem en Égypte). Son frère Rami Imam est producteur de films.
Le 29 août 2018, Mohamed s'est marié à Nuran Talaat, lors d'un somptueux mariage. En 2019, le couple a accueilli leur premier enfant, une fille qu'ils ont nommée Khadija. Le 6 août 2020, Mohamed et Nuran ont accueilli leur deuxième enfant, une fille prénommée Qismat.

## Films

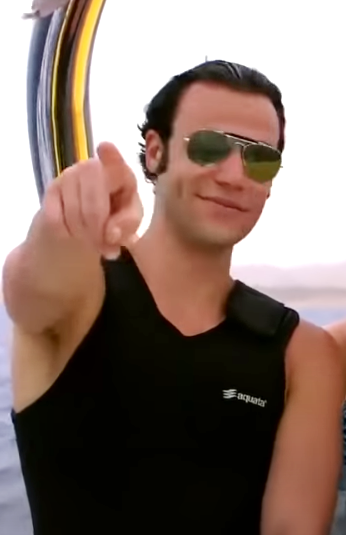

- L'Immeuble Yacoubian 2006
- Hassan et Morkos 2008

((kabtin masr)) 2015
Mahama fi lhind

## Séries
*dalaa al banat (2015)
- Saheb elsadat (2014)
- l'équipe de Naji Atallah  (2012)
- khetoot hamra  (2012)